# Fernando Manta Junior
Fernando Manta Junior est un joueur international brésilien de futsal reconverti entraîneur.

## Biographie

### Joueur
Fernando Manta est joueur pour de grandes équipes brésiliennes telles que Copagril, Foz Futsal, Umuarama, Joinville, Banespa, Internacional, Ponta Grossa, São Miguel do Iguacu ainsi qu'en Espagne avec Manacor et en Russie au TTG.

### Entraîneur
Ses débuts en tant qu'entraîneur ont lieu en 2010 à Lins, dans l'État de São Paulo.
En 2016, Manta est entraîneur du club de Toledo au plus haut niveau brésilien.
En janvier 2017, l'ex-international auriverde de 46 ans (22 sélections, 13 buts) arrive pour entraîner l'équipe du Kremlin-Bicêtre en D1 française. Un an après son arrivée, l'ancien entraîneur de l'équipe, Johann Legeay, le remplace. 
Il retourne à la tête du Toledo Futsal pour la saison 2018. À la mi-saison, il rejoint Umuaramense, toujours en championnat Paranaense. 
En janvier 2019, le Brésilien revient au Kremlin-Bicêtre. Il quitte le club après six mois, à la fin de la saison 2018-2019.

## Palmarès
Fernando Manta remporte notamment quatre fois le championnat Paranaense de Chave Ouro (trois avec São Miguel et un avec Foz Futsal). Il est aussi champion catarinense (Sadia), double champion gaúcho et autant du Brésil avec Enxuta.
Avec l'équipe du Brésil, il remporte le championnat sud-américain en 1996.
Il est ensuite finaliste du championnat de France 2017 avec le KB.